# Ghosting

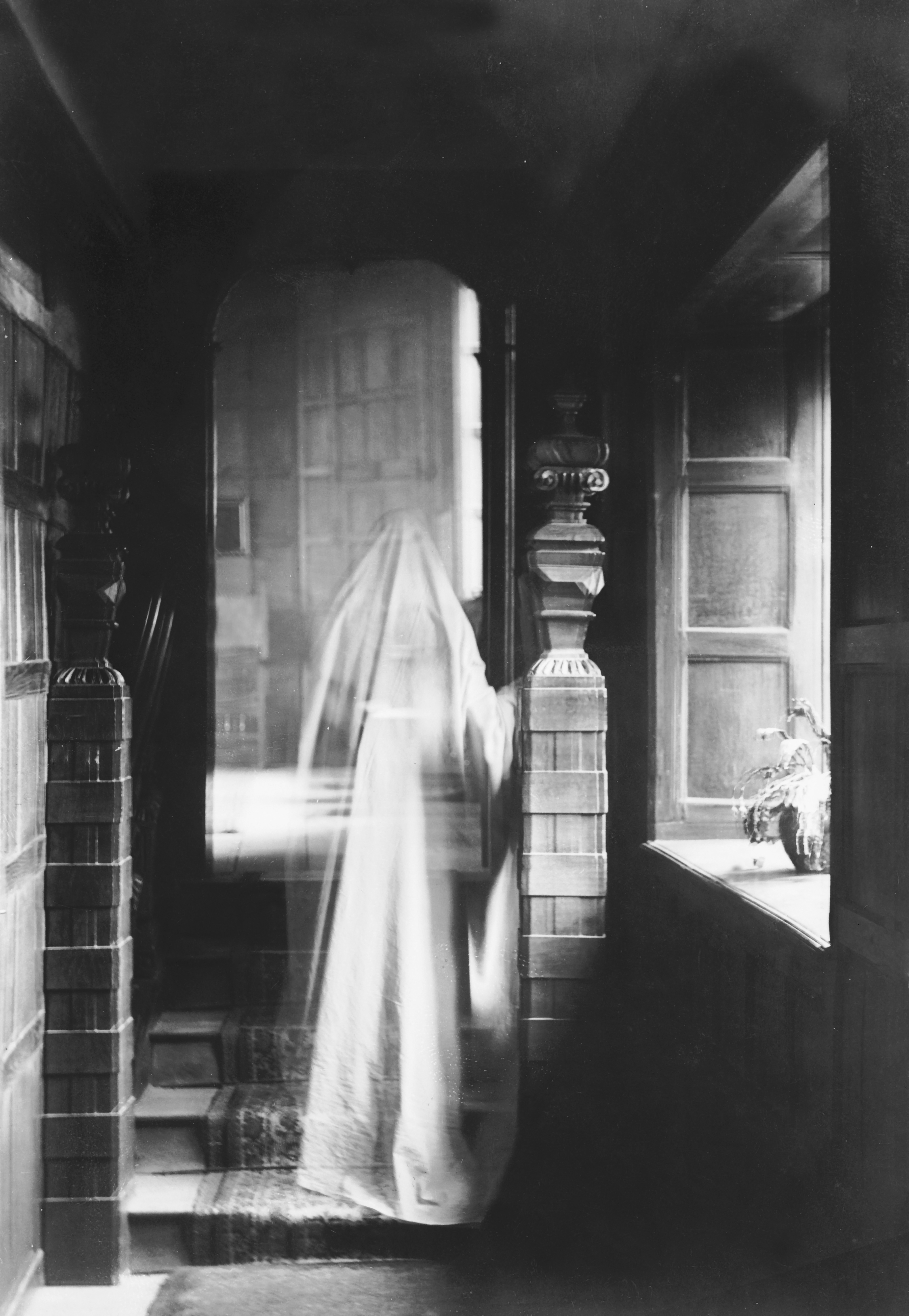
L'auteur d'un ghosting disparaît tel un fantôme pour son interlocuteur.

Le ghosting (de l'anglais to ghost, « ne plus donner signe de vie »), ou la fantômisation en français,, est l'acte qui consiste à mettre fin à une relation avec une personne en interrompant sans avertissement ni explication toute communication et en ignorant les tentatives de reprise de contact de l'ancien partenaire.
Le terme naît au milieu des années 2000 et l'usage en devient plus fréquent dans la décennie qui suit, en lien avec l'utilisation croissante des médias sociaux et des applications de rencontre en ligne.

## Prévalence
Le terme est attesté aux États-Unis depuis au moins 2006 dans le contexte des échanges en ligne. Il est popularisé en 2015 par de nombreux articles sur des célébrités, et fait son entrée dans le Collins English Dictionary en 2015.
Un sondage aux États-Unis en 2015 évalue à plus de 10 % le taux d'adultes qui reconnaissent avoir eu recours à ce mode de rupture. En France, une étude indique que les femmes déclarent en être davantage victimes que les hommes (24 % contre 16 %), mais une étude américaine conclut en 2018 que les principales autrices de ghosting sont les femmes. Selon cette même étude, la fréquence de cette pratique ne dépend pas de l'âge.
Il ne se cantonne pas aux seuls contextes de relations intimes. Il peut se produire entre amis ou entre membres de la famille, voire dans le milieu professionnel, par exemple lors d'un recrutement.
Une étude de 2019 rapporte que les relations se terminant par un ghosting ont une durée moyenne de six mois, ce qui indique que le phénomène ne concerne pas uniquement les relations brèves.

## Analyses
Le ghosting semble devenir de plus en plus courant,. Plusieurs explications sont suggérées, mais l'anonymat et l'isolement relatif véhiculés par les médias « sociaux » et les applications de rencontre sont souvent mis en cause. Ces modes de rencontre favorisent les comportements médiocres, qui n'auront guère de répercussion sociale. Puisque le ghosting est une rupture non dite, il ne scelle pas la fin d'une histoire : l'acte peut ménager dans l'esprit du « ghosteur » la possibilité de reprendre contact plus tard, à sa guise.
Une autre cause de son développement serait l'immédiateté des dialogues et la disponibilité permanente attendues par les protagonistes — du fait de l'immédiateté des échanges sur les réseaux sociaux — dont l'exigence deviendrait envahissante. Certains ont suggéré que le phénomène était lié au déclin de l'empathie dans la société, ainsi qu'à la promotion d'une culture plus narcissique et individualiste.
Si beaucoup mettent en avant la violence ainsi imposée à l'autre, rangeant le ghosting parmi les outils de domination et de pouvoir, certains trouvent des excuses au « ghosteur », et estiment au contraire que la peur de blesser l'autre expliquerait le silence. L'incapacité supposée du « ghosté » d'accepter la rupture ferait écho à celle du « ghosteur » de l'exprimer simplement.
Le ghosting peut être particulièrement blessant pour la victime, provoquant des sentiments d'ostracisme et de rejet. Selon une étude de 2011 portant sur le rejet social en général, la région du cerveau activée lorsqu'une personne quittée voit une photo de son ex-partenaire est la même que celle de la douleur physique. Certains professionnels de la santé mentale considèrent le "ghosting" comme une forme de violence émotionnelle passive-agressive ou de cruauté émotionnelle. Le rejet peut provoquer chez la personne « ghostée » des pensées obsessionnelles et un comportement compulsif comme scruter les médias sociaux utilisés par l'ex-partenaire. La pratique du ghosting se banalisant, des individus peuvent s'en désensibiliser,. Les individus peuvent aussi se préparer mentalement au risque d'un ghosting, ce phénomène étant désormais connu, ce qui peut diminuer le niveau de souffrance.
Les motivations derrière le choix du ghosting comme méthode de rupture sont variées et souvent centrées sur l'égo du « ghosteur ». Parmi ces motivations, on trouve la fuite devant les situations compliquées, la peur de rompre, les difficultés à exprimer ses sentiments, la réticence à se confronter à la souffrance de l'autre, la peur de l'engagement, et dans certains cas, une volonté délibérée de manipuler et de contrôler l'émotion de la victime.